# Vargem Grande do Sul
Vargem Grande do Sul es un municipio brasileño del estado de São Paulo. Se localiza en la región nordeste del estado, a una latitud 21º49'56" sur y a una longitud 46º53'37" oeste, estando a una altitud de 721 metros. Su población estimada en 2004 era de 39.047 habitantes.
El acceso al municipio es a través de las carreteras SP-344 y SP-215.

## Religión
En el ámbito de la Iglesia católica, el municipio pertenece a la Diócesis de São João da Boa Vista, octubre de 2003.

## Hidrografía
- Río Jaguari Mirim
- Río Abundancia
- Río Verde

## Carreteras
- SP-344
- SP-215